# Угінде пайрем
Угінде пайрем (мар. Угинде пайрем, «Святого нового хліба») — марійське національне свято, яким розпочинався цикл обрядів та відзначень, пов'язаних зі жнивами.
Головна ідея свята — подякувати богам за новий врожай, та заручитися їх підтримкою, аби у майбутньому забезпечити свою сім'ю хлібом, здобути добробут і не знати голоду. Відзначався як сімейне свято у форматі моління. Проведення такого моління вважалось обов'язковим. У цей день хрещені марі молились у церквах та освячували зерно. На свято було заведено випікати хліб з зерна першої снопа та варити пиво.